# Stasera Fernandel
Stasera Fernandel è una miniserie televisiva prodotta nel 1968 dalla Rai e dalla ORTF per l'allora Programma Nazionale e destinata alla prima serata: venne programmata in inverno, da dicembre 1968 a gennaio 1969, al giovedì, per sei episodi, alle 21:00.

## Produzione
Girato a colori su pellicola cinematografica, andò in onda per una stagione e sei episodi della durata ciascuno di circa 55 minuti. Il primo episodio fu trasmesso il 12 dicembre 1968 e il sesto e ultimo il 23 gennaio 1969. Nella prima programmazione la serie in Italia fu trasmessa in bianco e nero, mentre in Francia venne trasmessa a colori; soltanto nelle repliche successive, avvenute tra luglio e agosto del 1977 alle 18:15 circa e nel novembre del 1982 alle 15:30 con il titolo cambiato in Fernando Fernandel, fu visionato a colori anche in Italia.
In Francia la serie venne trasmessa con il titolo Allo! Fernandel ed era composta di sette episodi, trasmessi in ordine diverso rispetto alla trasmissione italiana. 

## Caratteristiche
Nei sei episodi si descrivono le avventure giallo-rosa con venature horror del signor Fernando, che ha una domestica invaghita di lui, ma corteggia con discrezione altre donne mettendosi spesso e volentieri nei guai, ma uscendone sempre con grande eleganza.
Non andò in onda il 26 dicembre 1968, giorno di Santo Stefano, e il 16 gennaio 1969. La piattaforma Rai Play non ha ancora reso disponibili in streaming le sei puntate integrali.

## Sigla
La sigla iniziale e finale strumentale, per le repliche, fu composta da Piero Umiliani e animata da Sandro Lodolo; quella originale della prima trasmissione, composta sempre da Umiliani, dal titolo Una serata con te, non è al momento reperibile. 

## Cast degli episodi
Il cast comprendeva, oltre al protagonista Fernandel e a Nietta Zocchi, unici a comparire in tutti i sei episodi, anche numerosi attori di provenienza teatrale che comparivano ciascuno in uno solo degli episodi. Tra parentesi è indicato il numero dell'episodio nella trasmissione in Francia.
| Epis. | Data             | Titolo italiano              | Titolo francese             | Altri attori |
| ----- | ---------------- | ---------------------------- | --------------------------- | --- |
| 1 (6) | 12 dicembre 1968 | La notte delle nozze         | Nuit de noce                | Luisa Garbini, Franco Castellani, Liana Trouchè, Dino Zamboni, Laura De Marchi, Mauro Bosco, Angela Luce, Mariolina Cannuli, Enrico Luzi |
| 2 (5) | 19 dicembre 1968 | Terrore al castello          | Terreur au château          | Romano Luigi, Franco Latini, Fortunato Arena, Marco Tulli, Stefania Grazioli, Mario Siletti, Eleonora Morana, Riccardo Billi, Mario Castellani, Gino Ravazzini, Umberto D'Orsi, Marisa Merlini, Emanuela Fallini, Luigi Gatti, Ennio Antonelli                           |
| 3 (2) | 20 dicembre 1968 | A me gli occhi               | L'hypnotiseur               | Fiorenzo Fiorentini, Attilio Dottesio, Enzo Garinei, Mariolina Bovo, Rita Simoni, Sara Simoni, Mario Meniconi, Antonio La Raina, Luciano Bonanni, Giacomo Furia, Ignazio Leone, Edy Biagetti, Claudio Guarino                                                            |
| 4 (1) | 2 gennaio 1969   | Il frac                      | L'habit                     | Silvana Venturelli, Corrado Olmi, Margherita Horowitz, Pietro De Vico, Tito LeDuc, Giorgio Bandiera, Anna Campori, Gigi Bonos, Nino De Napoli, Maria Capparelli, Aldo Bufi Landi, Mario Maranzana, Bill Cartum, Bruna Cealti, Dante Cleri, Liliana Florens, Ruggero Rosi |
| 5 (3) | 9 gennaio 1969   | La bomba                     | Le masseur                  | Alfredo Rizzo, Nico Pepe, Antonio Bandini, Catherine Balm, Pierre Lambert, Maria Luisa Cibò, Laura Nucci, Valentino Macchi |
| 6 (7) | 23 gennaio 1969  | Una tranquilla villeggiatura | Une tranquille villégiature | Roberto Bruni, Gianni Agus, Josè Greci, Fanfulla, Antonella Della Porta, Luigi Lepore, Luciano Pigozzi, Giuseppe Scarcella, Enrico Cesaretti, Guido Barlocci, Franco Scandurra, Violetta Chiarini, Romano Marzano, Cesare Gelli, Filippo De Gara                         |
| - (4) | non trasmesso    | Semplice coincidenza (t.l.)  | Simple coincidence          | |

## Trama degli episodi

### La notte delle nozze
Fernando, dopo aver salvato un signore che voleva tentare il suicidio per il presunto tradimento della moglie, tenta di risolvere la sua situazione e si ritrova in una villa dove si sta celebrando un matrimonio, ma si accorge che lei non è la consorte e, per rimediare, è costretto a vestire i panni di un maggiordomo.

### Terrore al castello
Fernando scopre che suo zio, scomparso da poco, gli ha lasciato una consistente eredità. Chiamato dal notaio alla presenza degli altri eredi in un castello, ascolta le ultime volontà del defunto che prevedono una clausola; ha l'obbligo di soggiornare per una sola notte nel maniero per avere diritto alla sua parte di eredità. Durante la notte, che si rivela movimentata, avviene un omicidio.

### A me gli occhi
Un mago tramite l'ipnosi convince una ragazza a rubare dei soldi proprio da Fernando. Quest'ultimo se ne accorge e, fatto amicizia con la donna, assiste a uno spettacolo dal vivo del mago. Al termine, probabilmente ipnotizzato, Fernando viene accusato di essere l'autore della rapina in una gioielleria.

### Il frac
Fernando vuole andare al matrimonio della nipote indossando un frac, ma gli capitano una serie di disavventure; il primo abito si sporca, il secondo viene rovinato da una signora distratta, il terzo viene requisito da un marito geloso. Alla fine decide di rubarne uno.

### La bomba
Fernando mentre gioca a carte con un vicino di casa racconta la sua precedente movimentata vacanza in Francia, dove a causa di una telefonata anonima è costretto a rintracciare un ragazzo che si trova in pericolo di vita dopo aver ricevuto un inquietante messaggio da una ragazza.

### Una tranquilla villeggiatura
Fernando e Concetta vanno in vacanza in Costa Azzurra; mentre Fernando corteggia una marchesa vengono rinvenuti tre cadaveri di personaggi molto ben in vista, uccisi da un misterioso assassino che firma i suoi messaggi col nome di un famoso anarchico, Ravachol.